# یواس‌ان‌اس الاتنا (تی‌ای‌اوجی-۸۱)
یواس‌ان‌اس الاتنا (تی‌ای‌اوجی-۸۱) (به انگلیسی: USNS Alatna (T-AOG-81)) یک کشتی بود که طول آن ۳۰۲ فوت (۹۲ متر) بود. این کشتی در سال ۱۹۵۶ ساخته شد.